# Fissidens prionocheilos
Fissidens prionocheilos är en bladmossart som beskrevs av C. Müller 1879. Fissidens prionocheilos ingår i släktet fickmossor, och familjen Fissidentaceae. Inga underarter finns listade i Catalogue of Life.